# Ljubow Fjodorowna Dostojewskaja

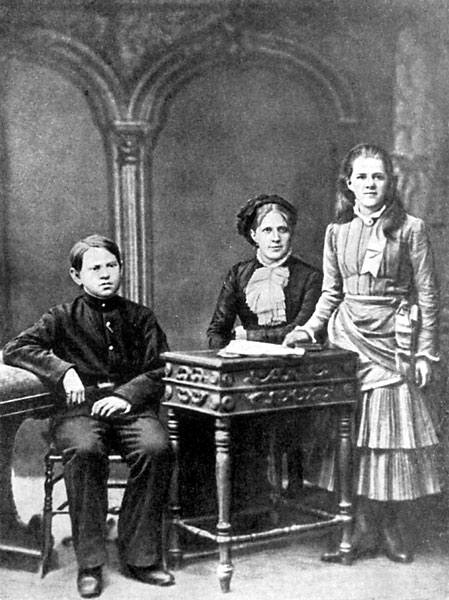
Ljubow Dostojewskaja (rechts) mit ihrem Bruder Fjodor Fjodorowitsch und ihrer Mutter Anna, 1883

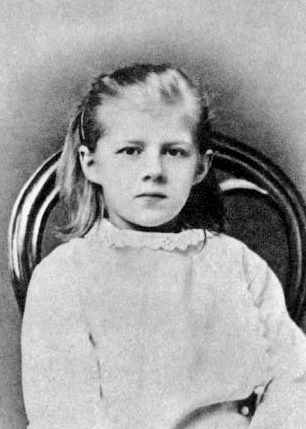
Ljubow Fjodorowna Dostojewskaja, 1870er Jahre

Ljubow Fjodorowna Dostojewskaja (russisch Любовь Фёдоровна Достоевская; * 14. September (nach julianischem Kalender) bzw. nach gregorianischem am 26. September 1869 in Dresden; † 10. November 1926 in Bozen-Gries), die sich Aimée nannte (s. auch Bedeutung von Ljubow), war eine russische Schriftstellerin. Sie war eine Tochter von Fjodor Michailowitsch Dostojewski und dessen zweiter Ehefrau, Anna Grigorjewna Dostojewskaja.

## Leben
Ljubow (geschrieben auch Ljubóv) „Ljuba“ Dostojewskaja wurde als zweite Tochter von Anna G. Dostojewskaja, geborene Snítkina, und Fjodor M. Dostojewski in Dresden geboren, weil ihre Eltern 1867 vor Gläubigern des Vaters ins Ausland geflohen waren. Das erste Kind der Dostojewskis, Sonja (oder Sophie), war im Mai 1868 im Säuglingsalter gestorben. Ljubow wuchs in St. Petersburg auf. Ihre Geschwister waren die Brüder Fjodor Fjodorowitsch (* 1871) und Alexei (* 1875) Dostojewski. Bereits als Kind wies Ljubow schlechte Gesundheit auf. Sie hat nie geheiratet und entfremdete sich mit zunehmendem Alter von ihrer Mutter. Nach einem Umzug wohnte sie in der Furschtadskaja Uliza (die Mutter war auf die Spasskaja gezogen). In ihrem Salon verkehrten viele Gäste. „1913 fuhr sie wie gewöhnlich zur Kur ins Ausland und kehrte nicht mehr nach Russland zurück“; sie begann, Erzählungen und Novellen zu schreiben. Als Schriftstellerin, die Romane, Geschichten und leichte (in Vergessenheit geratene) Theaterstücke schrieb, deren Handlungen im Milieu der mondänen Gesellschaft spielen, war sie finanziell selbständig, stand aber zeitlebens im Schatten ihres bereits im Januar 1881 verstorbenen weltberühmten Vaters. Bekannt wurde Dostojewskajas auf Französisch geschriebene Biographie über ihren Vater, die sie als 50-Jährige verfasste und die 1920 zum ersten Mal in deutscher und 1922 in russischer Übersetzung erschien, doch wegen der Unzuverlässigkeit der darin enthaltenen Informationen heftig kritisiert wurde.
„Unzählige Krankheiten zwangen L. Dostojewskaja immer wieder in westeuropäische Krankenhäuser und Sanatorien. 1913 reiste sie unter anderem nach Nizza, Menton, Paris, Vichy, Berlin. Der Erste Weltkrieg und die Russische Revolution verhinderten eine Rückkehr. Im Jahr 1924 zog sie von Nizza nach Meran, wo sie auch den Winter 1925/26 verbrachte.“
Ljubow Fjodorowna Dostojewskaja, die nach der Russischen Revolution Russland verlassen und sich in Westeuropa angesiedelt hatte, starb in der Emigration in einem Sanatorium im Bozener Stadtteil Gries am 10. November 1926 an perniziöser Anämie. Sie wurde im dortigen Kloster Muri beigesetzt.

## Publikationen
(Quelle: )
- Dostojewski. Geschildert von seiner Tochter. 307 Seiten. Übersetzung aus dem Französischen von Gertrud Ouckama Knoop.

1. Erlenbach/Zürich: Eugen Rentsch, 1920. (online)
2. München: Reinhardt, 1920.

- Dostojewski – v izobraženii ego dočeri. Übersetzung von Krukovsaja. Moskau/Petrograd 1922.
- Bol’nye devuški. Sovremennye tipy. [„Kranke Mädchen. Zeitgenössische Typen“. Drei Erzählungen]. Tipografiia P.P. Soikina Publ., St. Petersburg 1911 (russisch), enthaltend die Erzählungen (Die) Verzauberung [„Liebeshörigkeit“], Mitleid und Vampir.[7]
- Emigrantka. Roman, 1912.
- Adwokatka. Roman, 1913.
- Verschollene kurze Theaterstücke.